# Rainer Wölzl
Rainer Wölzl (* 27. Oktober 1954 in Wien) ist ein österreichischer Künstler, der in Wien lebt und arbeitet. Er ist in den Bereichen Malerei, Zeichnung, Grafik, Montage, Plastik, Installation und Video tätig. In seinem Schaffen setzt er sich mit der Darstellbarkeit des Bildes, der Polyphonie der Mittel und der Monochromie der Farbe auseinander und verhandelt kulturelle, soziale und politische Themenkomplexe. Seit 1990 arbeitet Rainer Wölzl als Lehrbeauftragter und seit seiner Habilitation 2012 als a.o. Univ.- Professor, Abteilung TransArts, an der Universität für angewandte Kunst in Wien.

## Leben und Werk

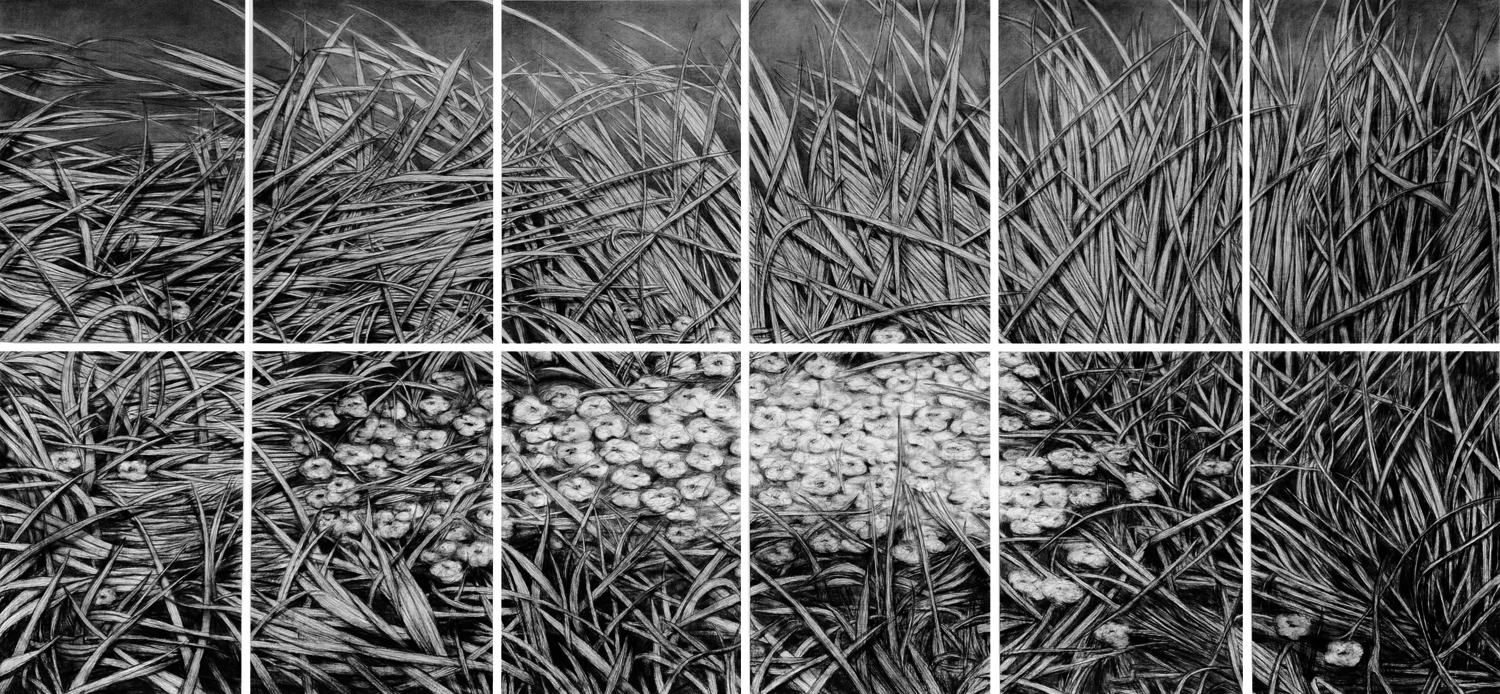
Rainer Wölzl, Gras des Vergessens (2009)

Wölzl absolvierte sein Kunststudium an der Hochschule für Angewandte Kunst in der Meisterklasse von Oswald Oberhuber in Wien, das er 1978 abschloss. Seine Diplomarbeit war ein flexibles Display, ein mobiler Plakatturm mit einer Serie von Fotomontagen und Schautafeln in der Tradition der Wiener Methode der Bildstatistik (Otto Neurath), in der er sich kritisch mit der Struktur und Funktionsweise der Sozialpartnerschaft auseinandersetzte. In weiterer Folge behandelte Wölzl im Sinn einer operativen Ästhetik Themen der nationalsozialistischen Wiederbetätigung und in Form von Fotomontagen Fragen der Geschlechterdifferenz und Rollenzuschreibungen.
Mitte der 1980er-Jahre begann Wölzls Beschäftigung mit literarischen Themen. Es entstanden mehrteilige zyklische Arbeiten (Pastelle, Radierungen, Kohlezeichnungen, Gemälde und Plastiken), in denen er sich mit Werken von Pier Paolo Pasolini (1986, Salo – zu P. P. Pasolini), Jean Genet (1989, Der Balkon-zu Jean Genet), Paul Celan (1989, Todesfuge-zu Paul Celan), Comte de Lautréamont (1991/92, Die Gesänge des Maldoror-zu Lautréamont), Fernando Pessoa (1993, Monólogo à Noíte -zu Fernando Pessoa), Federico García Lorca (1994, Kleiner Wiener Walzer) und Samuel Beckett (1996, Samuel Beckett – Der Verwaiser) auseinandersetzte und ihnen Motive für die Darstellung des Unbegreiflichen und Nicht-Darstellbaren entlehnte.

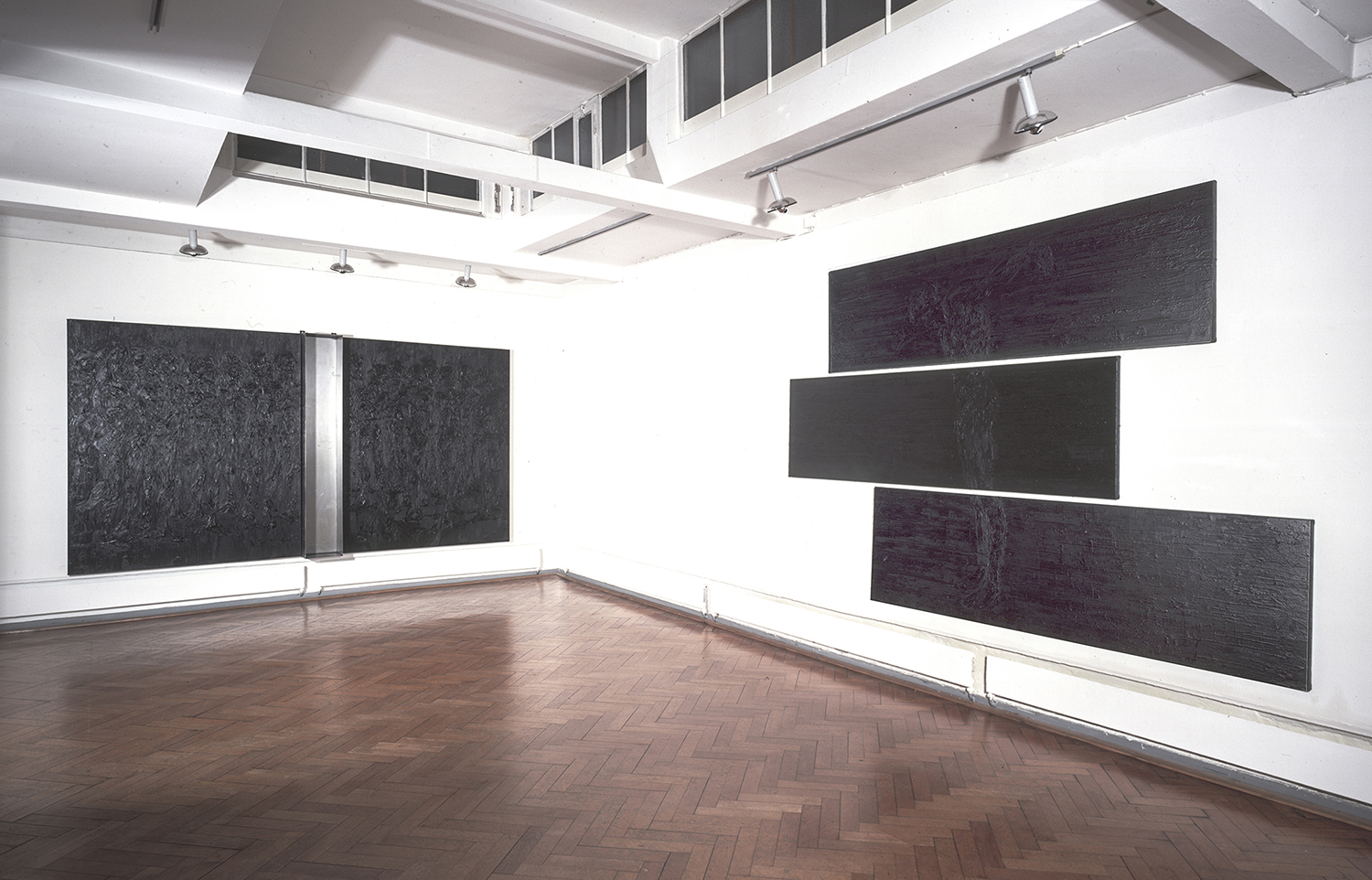
Ausstellungsansicht Overbeck Gesellschaft Lübeck (1991)

Seine frühe Schaffensperiode ist gekennzeichnet durch eine abstrahierende, dabei stets auf Konkretes rekurrierende Mal- und Zeichenmethode. Den frühen, in direkter Auseinandersetzung mit literarischen Vorlagen entstandenen Werken, in denen sich Wölzl bevorzugt mit der Darstellung des menschlichen Körpers in weiten, aperspektivischen Räumen auseinandersetzt. Häufig verhalten sich die farbigen Inkarnate kontrapunktisch zu den entleerten Hintergründen und geraten auf diese Weise in Isolation. Bereits in der Zeit von 1986 bis 1987 entstandenen Werkreihe der Schwarzen Bilder arbeitet Wölzl bevorzugt mit der Farbe schwarz. Auch das in späteren Arbeiten mehrfach variierte Sujet der Haut wird hier erstmals thematisiert (Bartholomäushaut, 1986). Die Werke entstehen meist in Serien, wobei sich Wölzl über einen längeren Zeitraum hinweg auf ein einziges Sujet konzentriert und dieses häufig in Form eines Triptychons oder Diptychons (Schädelstätte – Flügelaltar, 1987) ausführt. Seine Arbeiten können gemeinhin als eine Sequenz oder Variation eines einzelnen Motivs beschrieben werden. Auch wenn Rainer Wölzl in den Arbeiten, die ab Mitte der 1990er-Jahre entstehen, die Autonomie der Farbe Schwarz zugunsten polychromer Arbeiten vorerst aufgibt, bleibt die Wechselwirkung zwischen Motiv und Malerei weiterhin bestimmend.

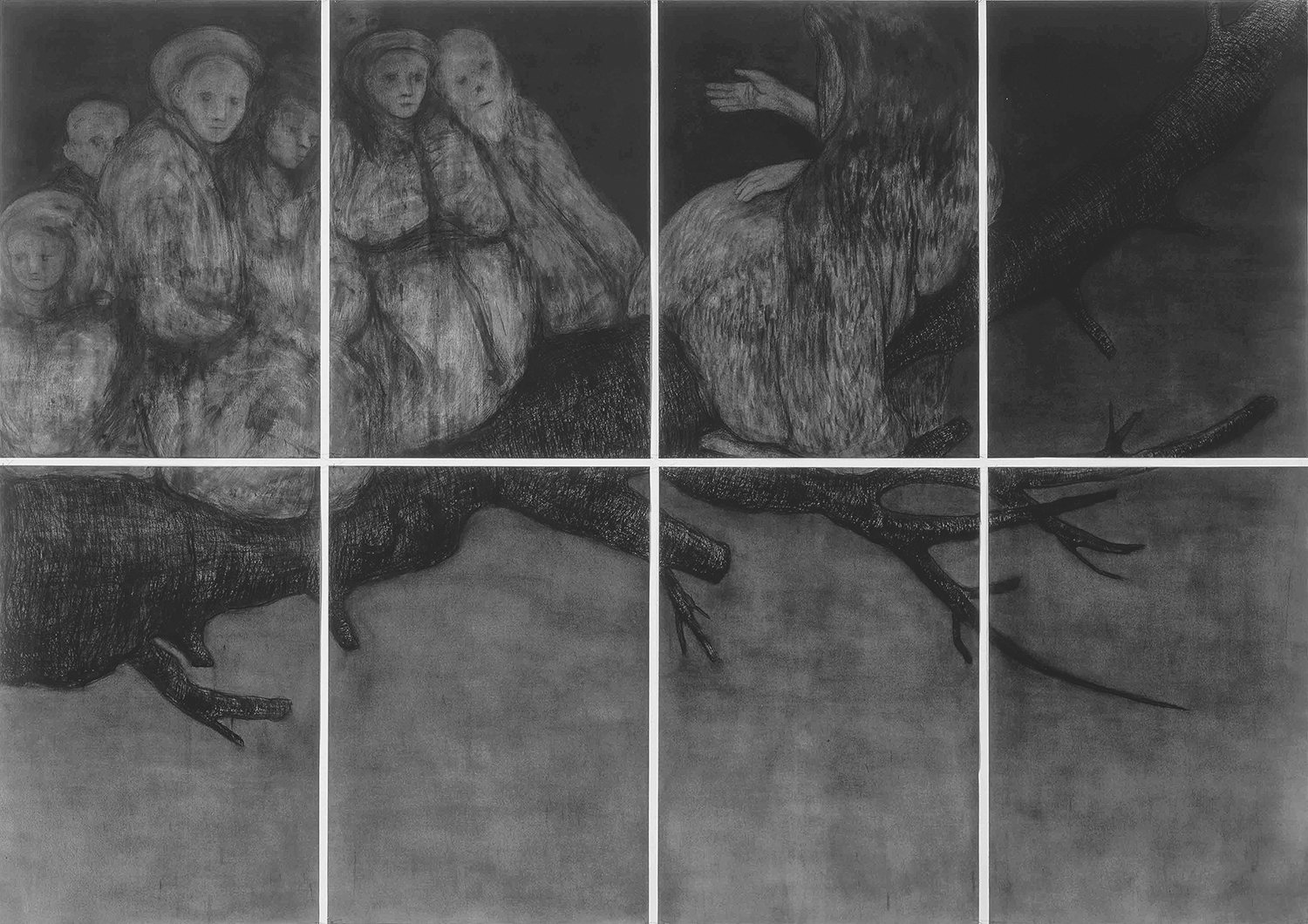
Zu F.G. – Lächerliche Torheit (2005)

Nach Präsentationen u. a. im Kunstverein Mannheim (1991), im Kunstverein Rosenheim (1991) und der Overbeck-Gesellschaft, Lübeck (1991) zeigt Rainer Wölzl anlässlich einer Einzelausstellung im Museum Folkwang Essen (1992) mehrere Werke, in denen er Malerei mit plastischen Elementen verbindet. Die schwarzen, partiell mit roter Farbe akzentuierten, pastos-monochromen Leinwände werden Teil von Installationen, die Wand und Boden in rhythmisch arrangierten Abfolgen miteinander verklammern (Decrescendo, 1989/90). Der Farbe als Materie kommt in diesen Arbeiten eine besondere Bedeutung zu (Fragment, 1991). Je nach Standort der Betrachter sind die Motive sichtbar oder bleiben verborgen. Durch den offenen Dialog der Werke und einer gegebenen Architektur stimuliert Wölzl Reflexionen über die Möglichkeiten von Malerei überhaupt und wirft Fragen auf zu den malerischen und plastischen Qualitäten, zum Verhältnis zwischen Bild und Raum, sowie zwischen Bild und Betrachter.
Ende der 1990er Jahre und Anfang 2000 entstanden die Zyklen Kleine Anatomie des Begehrens (1999), Passacaglia (2000), Der Reigen (2004) und Komplementär (2004) – Werkserien, in denen Rainer Wölzl sein Interesse an der menschlichen Figur, bzw. der anatomischen Veränderung und das Konzept von Adoption und Adaption weiterverfolgt. Einen komplexen Zyklus widmet Wölzl 2006–08 dem spanischen Malers Francisco de Goya (Pittura Negra – zu Goya). Mit Werken von Goya Lächerliche Torheit, stellt Wölzl 2005 Bezüge zu den Caprichos und Disparates her, die allgemein als Höhepunkt des Geheimnisvollen, Numinosen, und Abseitigen im Œuvre des Spaniers gelten. In direkter Auseinandersetzung mit Goyas Motiven entwickelt Wölzl in diesen zeichnerischen und malerischen Adaptionen Themen wie Gewalt, Krieg und Tod, wodurch die drastische Brutalität des Dargestellten teils noch gesteigert und eine neue ästhetische Auffassung entwickelt wird. Die Schrecken des Krieges werden in die Gegenwart transformiert.

## Rezeption
Peter Gorsen schrieb in seinem 1992 erschienenen Katalogbeitrag: „Rainer Wölzl hat das ozeanische Unbegrenztheitsgefühl in aperspektivischen, zu horizontal und vertikal fließenden Streifen rhythmisierten Bildern zum Ausdruck gebracht. Sowohl die informelle wie die monochrome Tendenz in seiner Malerei verbindet sich mit dem ozeanischen Element... Realismus, Figuration, Perspektive auf der einen und Informel, abstrakter Expressionismus, monochrome Malerei auf der anderen Seite sind als zweiseitiger Ausdruck für menschliche Begrenztheit und Grenzüberschreitung eingesetzt.“
Der Philosoph Rudolf Burger schrieb den Arbeiten Wölzls einen „changierenden Bildeindruck“ zu: „...zwischen der Narration der sich entziehenden Figuren, für welche die Farbe nur Mittel ist und Träger, und der Thematisierung von Schwarz als Farbe selber, wofür umgekehrt das Relief des Bildinhalts nur Mittel ist. Die Dialektik zwischen Form und Inhalt, Sujet und Material, ist hier aufs Äußerste gespannt, gerade deshalb, weil beide Pole als Bildmomente minimalisiert sind: die andeutende Erzählung auf dem kargen Aufweis existentieller Grenzen, das Darstellungsmittel auf das einfache Schwarz. Durch diese Spannung aber wächst den beiden Momenten etwas Neues zu, ihre Abstraktheit schlägt um in Konkretion, partiell sogar in das Gegenteil dessen, wovon sie Abstraktionen sind.“
Zu der insgesamt 72 Papierarbeiten und fünf Skulpturen umfassenden Werkreihe Haut schreibt Jacqueline Rugo im Katalogtext: „In Rainer Wölzls Hautbildern ist die Wechselwirkung zwischen Thema und Malerei so ausgebreitet und so verschränkt, dass in der Schwebe bleibt, ob die Malerei durch das Thema interpretiert oder das Thema durch die Malerei verbildlicht wird... Schicht um Schicht überlagern sich die Farbspuren, bilden sich Partikel, über die sich wieder flüssige Farbe wie Aderngeflecht ergießt. Untere Schichten werden aufgerissen und durch weitere Lasuren ergänzt. Farbschleier, nicht identifizierbare Streifen, Kratzer und Flecken bieten sich als Hieroglyphen des geschundenen Körpers an. In diesem Assoziationsfeld beruft sich Rainer Wölzl auf eine künstlerische Tradition, die Maler wie Rembrandt, Grünewald, Goya, Soutine und Bacon zu einer Neuauslegung der christlichen Ikonographie in zeitgenössische und persönliche Themen führte“.

## Ausstellungen
- 1976 Peter Putz, Thomas Reinhold, Rainer Wölzl, Secession, Wien
- 1978 Rainer Wölzl, Künstlerhaus, Wien
- 1987 Die lädierte Welt, Kunstforum, Wien
- 1987 Europalia, Musée d‘Ixelles, Brüssel
- 1989 Arte Contemporânea - Colecção Marie e Volker Huber, mit João Cutileiro, José de Guimarães, Antoni Tàpies, Günter Grass, Ingo Kühl, Wolf Vostell, Corneille und anderen, Convento Espírito Santo, Loulé, Portugal[4]
- 1990 Vienne aujourd‘hui, Musée de Toulon
- 1992 Vienna: Expressionist Tendencies since 1945, Salford Museum, Manchester
- 1993 Shoah, Shoah-Gedenkmuseum, Recklinghausen
- 1993 Rainer Wölzl – Monólogo à Noíte, Centro Cultural São Lourenço, Almancil, Portugal[5]
- 1996 Die Kraft der Bilder, Martin-Gropius-Bau, Berlin
- 1997 Elements. Austria Paintings since 1980, High Lage Munizipal Gallery of Modern Art, Dublin
- 1998 Des Eisbergs Spitze, Kunsthalle Wien
- 1999 Zeichen der Moderne, Deichtorhallen, Hamburg
- 2001 Rainer Wölzl – Pergamon, Die Ästhetik des Widerstands, Marburger Kunstverein
- 2003 Art Cuts, Kunsthistorisches Museum, Palais Harrach, Wien
- 2006 Von Josefine Mutzenbacher zu Bambi – Felix Salten, Jüdisches Museum, Wien
- 2006 Austrian Art – Expressive Tendenzen in Österreich seit 1960, Danubiana Meulensteen Art Museum, Bratislava, Slowakei
- 2007 Zum Sterben schön? – Der Tod in der Kunst des 20. Jahrhunderts, Kunsthalle Recklinghausen
- 2012 Aus Passion. Zeitgenössische Kunst aus der Sammlung Hanck, Museum Kunstpalast, Düsseldorf
- 2014 Rainer Wölzl – Bildgeschwader, Wienbibliothek im Rathaus, Wien
- 2019 Albertina Contemporary Art, Albertina
- 2020 Schwarz Grau Weiß, Albertina

## Eigene Veröffentlichungen und Ausstellungskataloge
- Rainer Wölzl. Lautréamont. Die Gesänge des Maldoror. Text: Peter Gorsen. Picus Verlag, Wien 1992, ISBN 3-85452-121-9.
- Rainer Wölzl. Federico Garcia Lorca – Kleiner Wiener Walzer. Text: Siegfried Mattl. Harenberg Edition, Dortmund 1994, ISBN 3-61l-00398 98-0
- Rainer Wölzl. ... falls diese Vorstellung beibehalten wird. Zu Samuel Beckett – Der Verwaiser. Text: Gabriel Ramin Schor, Rainer Wölzl. Verlag Gerd Hatje, Ostfildern-Ruit bei Stuttgart 1996, ISBN 3-7757-0647-X.
- Rainer Wölzl. Kleine Anatomie des Begehrens. Text: Rainer Wölzl. Edition Galerie Ernst Hilger, Wien 1999, ISBN 3-900318-96-4.
- Rainer Wölzl. Pergamon. Zu Peter Weiss. Die Ästhetik des Widerstands. Ausstellungskatalog. Mannheimer Kunstverein, Marburger Kunstverein, Kolbe Museum Berlin. Text: Ernst Strouhal, Rainer Wölzl, Picus Verlag, Wien 2001, ISBN 3-85452-128-6
- Raum-Körper-Einsatz, Positionen zeitgenössischer Skulptur. Ausstellungskatalog. Herausgeber für die Kulturabteilung der Stadt Wien: Silvie Aigner, Johannes Karel. Verlag für moderne Kunst, Nürnberg 2010, ISBN 978-3-86984-106-9
- Rainer Wölzl. Bildgeschwader. Monotypien. Ausstellungskatalog. Herausgeber: Wienbibliothek im Rathaus und Rainer Wölzl, Schwarz Edition, Wien 2014, ISBN 978-3-200-03631-4
- Die achtziger Jahre. Pluralismus an der Schwelle zum Informationszeitalter. Ausstellungskatalog. Herausgeber für die Kulturabteilung der Stadt Wien; Brigitte Borchhardt-Birbaumer, Berthold Ecker, De Gruyter Verlag, Wien 2015, ISBN 3-11-043892-5
- Die neunziger Jahre. Ausstellungskatalog. Herausgeber für die Kulturabteilung der Stadt Wien; Brigitte Borchhardt-Birbaumer, Berthold Ecker, De Gruyter Verlag, Wien 2018, ISBN 3-11-057462-4